# Kamhajek
Kamhajek je vesnice a část obce Křečhoř v okrese Kolín. Nachází se asi jeden kilometr severně od Křečhoře.

## Historie
První písemná zmínka o vesnici pochází z roku 1788. Dne 18. června 1757 odtud vyrazila rakouská jízda do bitvy u Kolína proti pruskému vojsku.
Roku 1775 se na kolínském císařském panství začala hospodářská změna, která skončila roku 1785. V té době bylo zrušeno hospodářství při císařském dvoře v Křečhoři a pozemky dvora byly rozděleny na větší počet nových usedlostí na díle v samé Křečhoři, na díle nové vsi Kamhajku, která byla tehdy založena na místě dubového lesíka a nazvána po německu Grünberg. Tyto usedlosti byly dány nemajetným poddaným kolínského panství, zvláště mladším selským synům nebo domkařům. Mnozí z nich se však neradi v tyto tzv. famílie uvazovali, neboť se obávali placení dědičného nájmu z nich, a mnozí se prý dokonce dali nutit až do té míry, že ho panští zřízenci museli v železech vést do nového hospodářství. Z této příčiny zůstalo nezadáno nemálo císařských pozemků, které pak byly levně pronajímány Křečhořským, a v letech 1862–1863, pak byly k panství s mrzutostmi vráceny. Již roku 1786 bylo v Křečhoři 46 domů, v Kamhajku pak stálo 6 čísel domů. Roku 1843 bylo v Křečhoři s Břístvím 51 čísel domů a 379 obyvatel, v Kamhajku 9 čísel a 49 obyvatelů a v roce 1899 bylo napočítáno na Kamhajku 17 čísel a 135 obyvatel.

## Osobnosti
- Oldřich Liska (1881–1959), architekt
- Gustav Frištenský (1879–1957), zápasník,[5] má pamětní desku na rodném domě na severním okraji obce (čp. 14)

## Fotogalerie

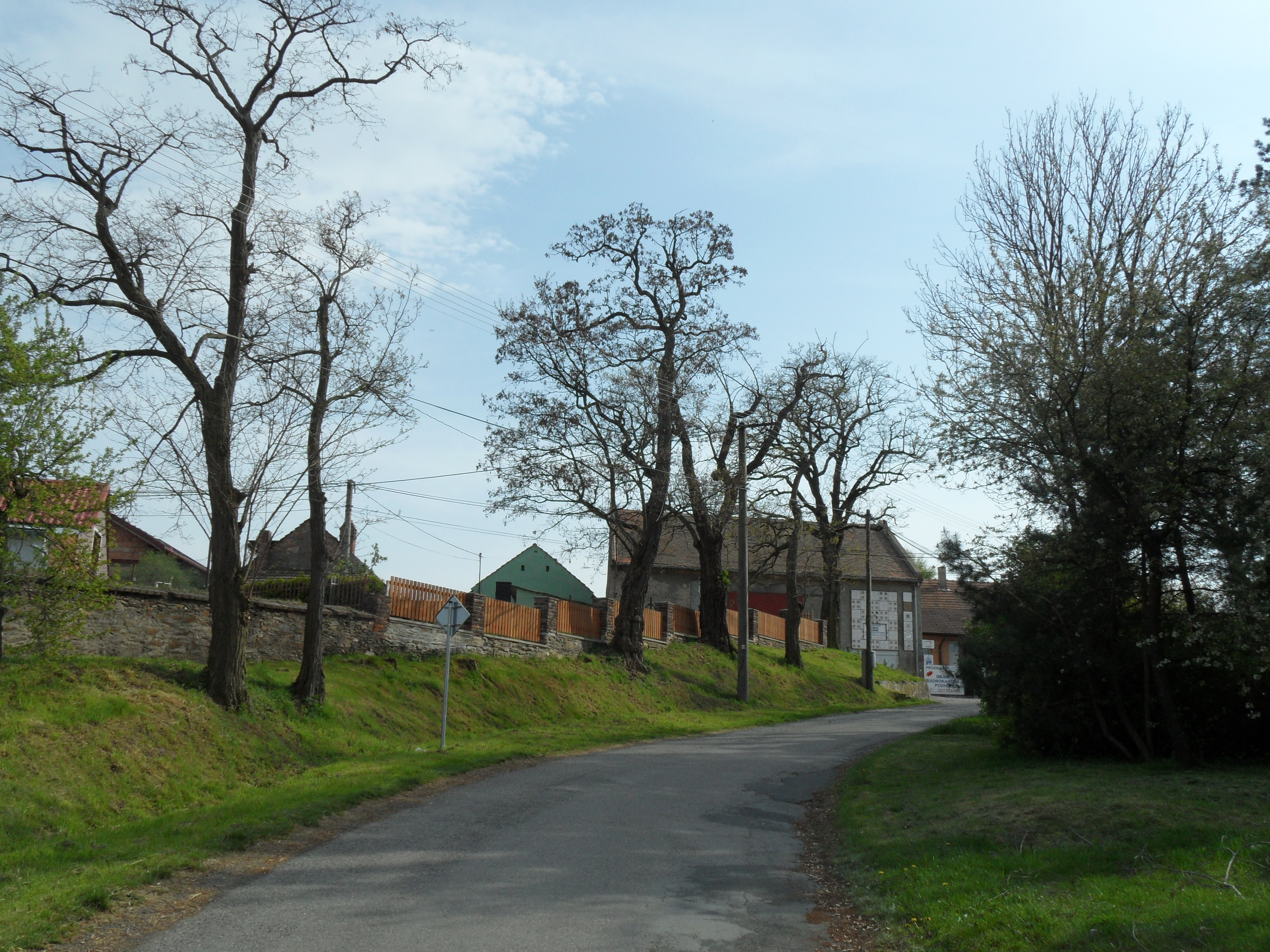
Domy podél silnice
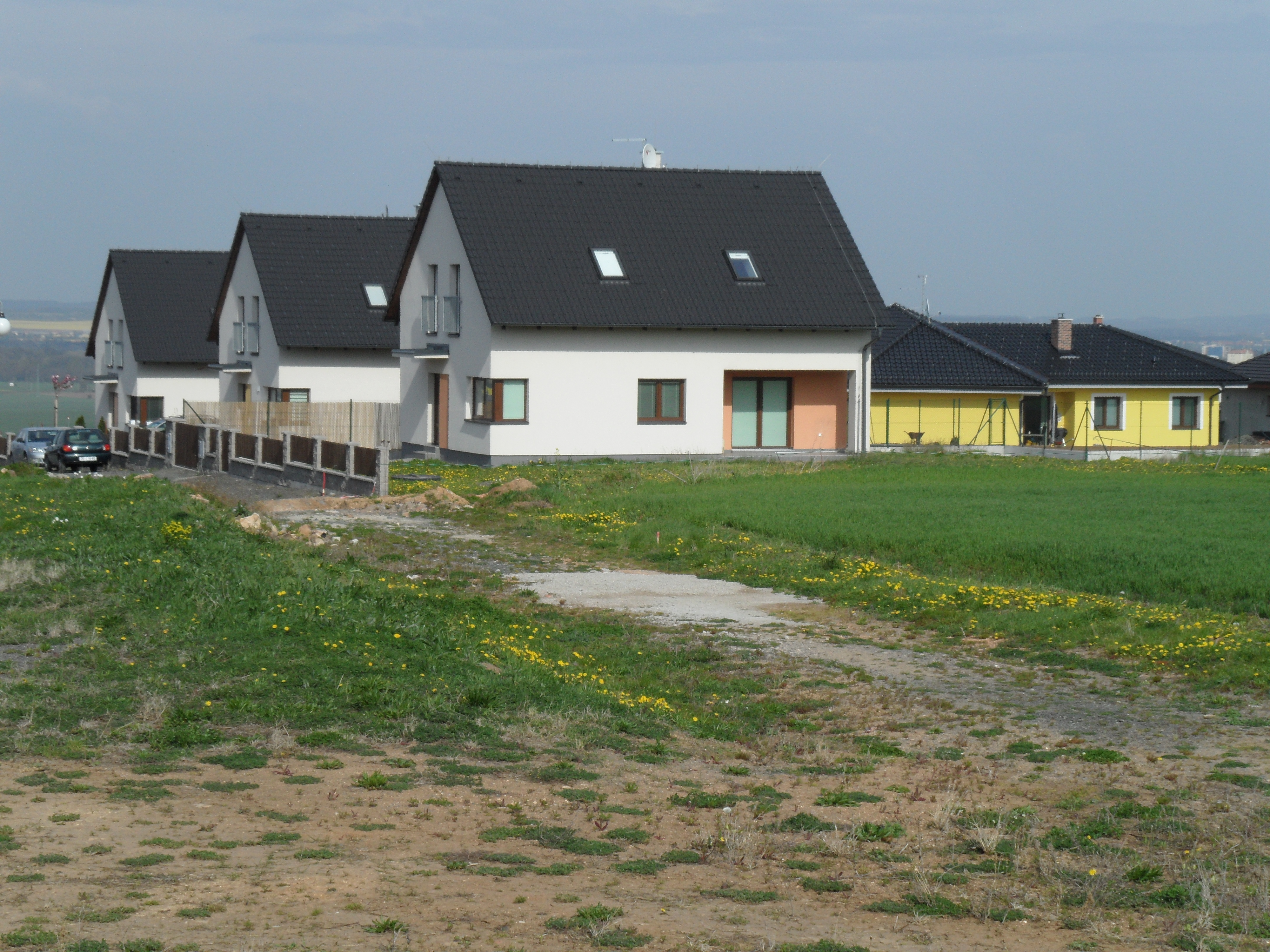
Nové rodinné domky
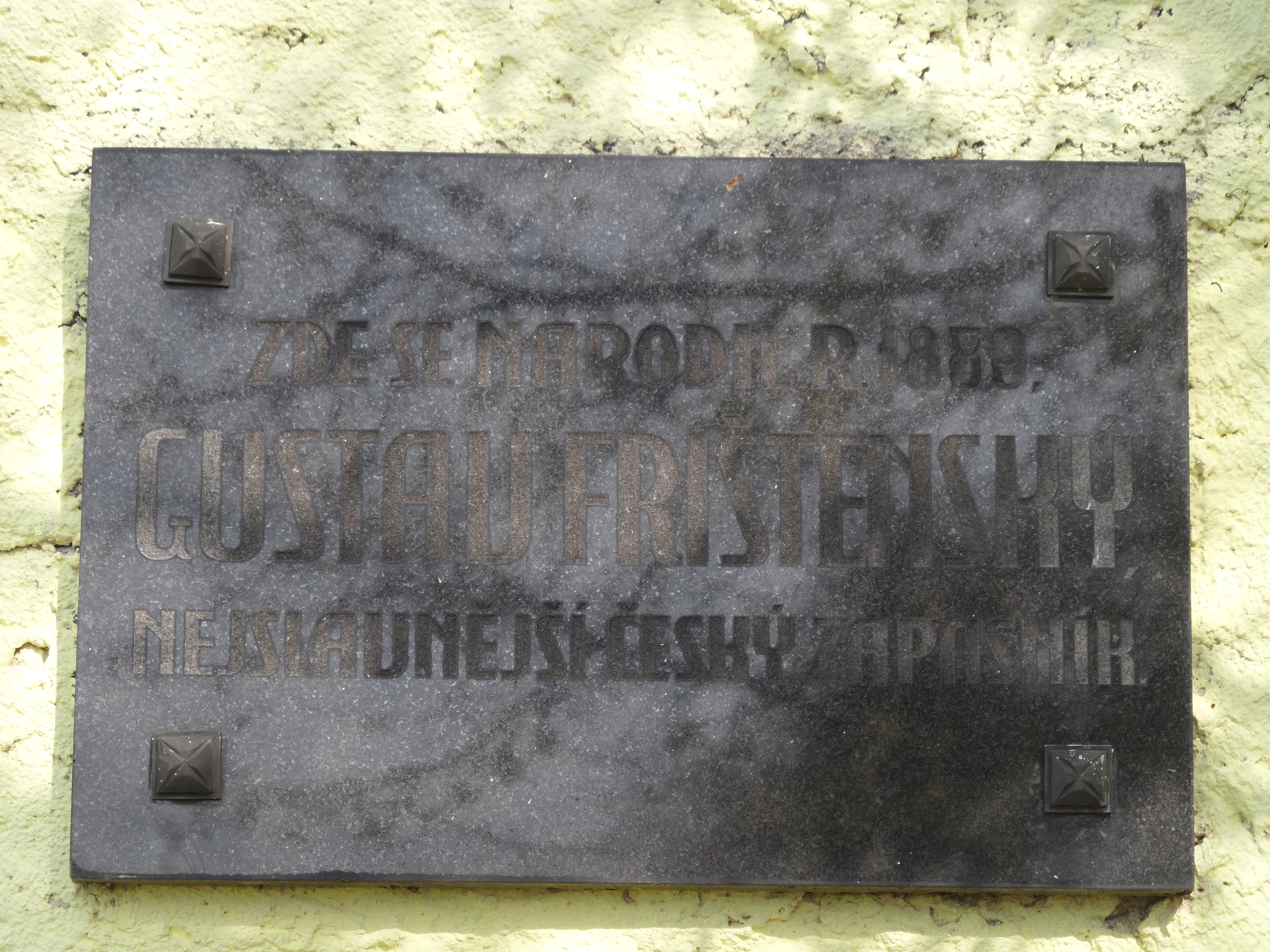
Pamětní deska Gustava Frištenského
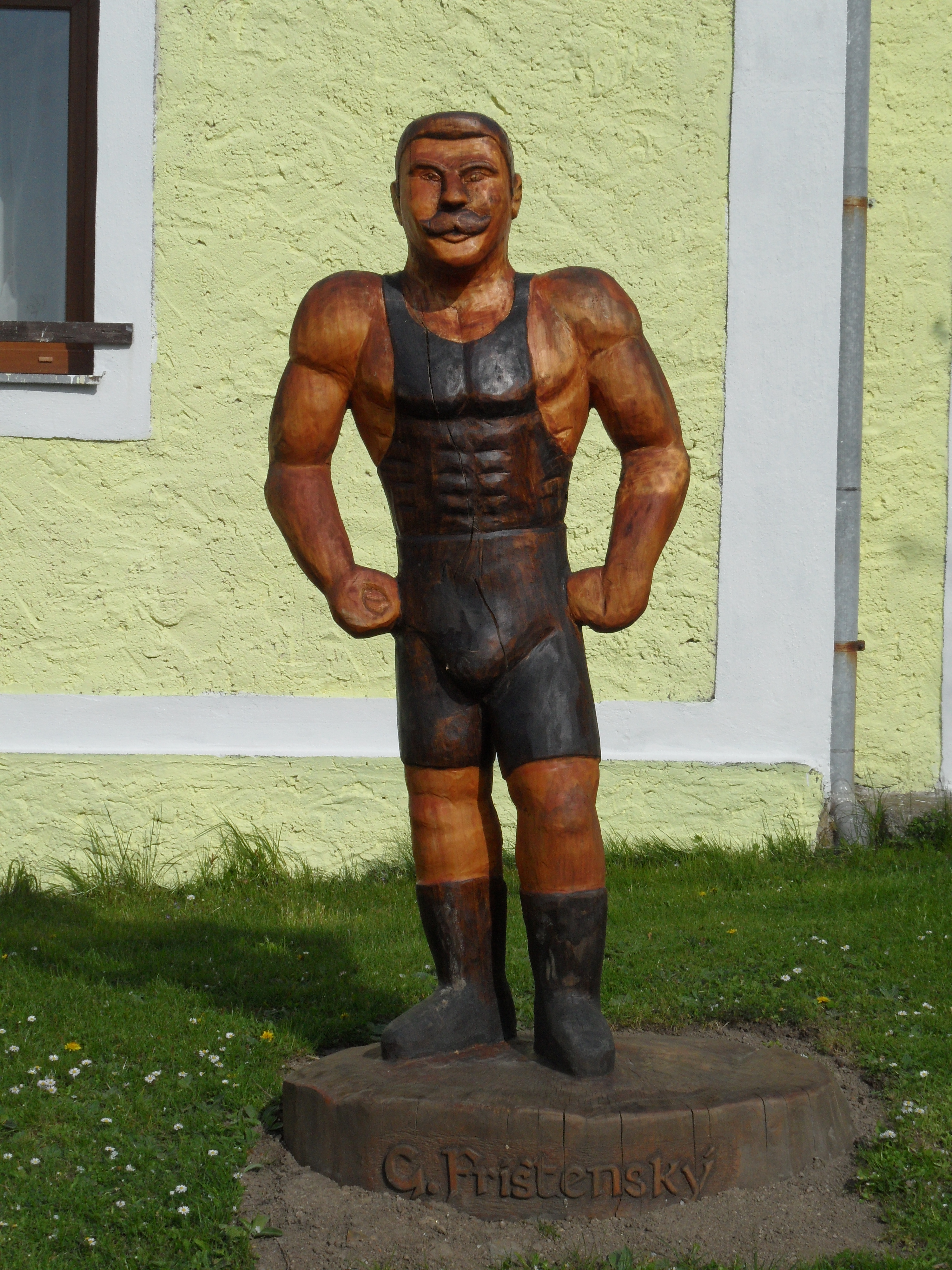
Dřevěná socha Gustava Frištenského